# Ряд Лиувилля — Неймана
Ряд Лиуви́лля — Не́ймана в интегральном исчислении — бесконечный ряд, соответствующий решению интегрального уравнения Фредгольма с непрерывным малым ядром. Назван по именам Жозефа Лиувилля и Карла Неймана.

## Получение ряда
Будем искать решение уравнения Фредгольма
{\displaystyle u(x)=\lambda \int \limits _{G}K(x,\;y)u(y)\,dy+f(x)}
методом последовательных приближений, положив {\displaystyle u^{(0)}(x)=f(x)}:
{\displaystyle u^{(p)}(x)=\lambda \int \limits _{G}K(x,\;y)u^{(p-1)}(y)\,dy+f(x)=\lambda (Ku^{(p-1)})(x)+f(x),\quad p=1,\;2,\;\ldots }
Последнее выражение в формуле является операторной записью интеграла. Методом математической индукции проверяется следующее равенство:
{\displaystyle u^{(p)}=\sum _{k=0}^{p}\lambda ^{k}(K^{k}f)(x),\quad p=0,\;1,\;\ldots }
Функции {\displaystyle (K^{p}f)(x)} называются итерациями. Можно показать, что все итерации непрерывны и ограничены на {\displaystyle G}:
{\displaystyle \|K^{p}f\|_{C}=\|K(K^{p-1}f)\|_{C}\leqslant M\mathrm {mes} \,G\|K^{p-1}f\|_{C}\leqslant \ldots \leqslant (M\mathrm {mes} \,G)^{p}\|f\|_{C},\quad p=0,\;1,\;\ldots ,}
где {\displaystyle \mathrm {mes} \,G} — мера множества {\displaystyle G}, а {\displaystyle M=\max _{G}|K(x,\;y)|}.
Из этой оценки следует, что ряд
{\displaystyle \sum _{k=0}^{\infty }\lambda ^{k}(K^{k}f)(x),\quad x\in G,}
называемый рядом Лиувилля — Неймана, мажорируется числовым рядом
{\displaystyle \|f\|_{C}\sum _{k=0}^{\infty }|\lambda |^{k}(M\mathrm {mes} \,G)^{k}={\frac {\|f\|_{C}}{1-|\lambda |M\mathrm {mes} \,G}},}
сходящимся в круге {\displaystyle |\lambda |<1/(M\mathrm {mes} \,G)}, поэтому при таких {\displaystyle \lambda } ряд Лиувилля — Неймана сходится регулярно (абсолютно и равномерно). Это значит, что последовательные приближения {\displaystyle u^{(p)}(x)} при {\displaystyle p\to \infty } равномерно стремятся к искомой функции {\displaystyle u(x)}.